# Peter Jacobson
Peter Jacobson (Chicago, 24 marzo 1965) è un attore statunitense.

## Biografia
È figlio del giornalista televisivo di Chicago, Walter Jacobson e di Lynn Straus, i suoi genitori divorziarono quando lui aveva 5 anni; si è laureato nel 1987 alla Brown University e nel 1991 alla Juilliard. È principalmente conosciuto per il ruolo di Chris Taub, chirurgo plastico nella serie Dr. House - Medical Division, ma ha anche interpretato un ruolo ricorrente in Law & Order come Randy Dworkin, un avvocato. È apparso in Qualcosa è cambiato, interpretando un personaggio vittima di un'aggressione verbale da parte del protagonista in quanto colpevole di aver occupato il suo tavolo abituale.
È apparso, come il signor Foster, in un episodio di Scrubs - Medici ai primi ferri, ed è stato l'argomento centrale di un dibattito di "morbosità e mortalità" in "Il mio grande uccello"; inoltre, in un episodio di CSI: Miami ha interpretato l'avvocato di un potenziale sospettato e nella miniserie The Starter Wife.
Per il cinema ha interpretato il professore di liceo del protagonista nel film Transformers. Nel 2006 è fra i protagonisti della miniserie The Lost Room, diretta da Craig R. Baxley. Nel 2008 entra a far parte del cast del film Prossima fermata: l'inferno come spalla dei protagonisti Bradley Cooper e Vinnie Jones.

## Filmografia parziale

### Cinema
- Commandments, regia di Daniel Taplitz (1997)
- Qualcosa è cambiato (As Good as It Gets), regia di James L. Brooks (1997)
- A Civil Action, regia di Steven Zaillian (1998)
- Il gioco dei rubini (A Price Above Rubies), regia di Boaz Yakin (1998)
- 61*, regia di Billy Crystal (2001)
- Get Well Soon (2001)
- Showtime, regia di Tom Dey (2002)
- Strip Search, regia di Sidney Lumet (2004)
- Domino, regia di Tony Scott (2005)
- Transformers, regia di Michael Bay (2007)
- Disastro a Hollywood (What Just Happened?), regia di Barry Levinson (2008)
- Prossima fermata: l'inferno (The Midnight Meat Train), regia di Ryūhei Kitamura (2008)
- Cars 2, regia di Brad Lewis, John Lasseter (2011) – voce
- Sotto assedio - White House Down (White House Down), regia di Roland Emmerich (2013)
- La formula della felicità (Better Living Through Chemistry), regia di Geoff Moore e David Posamentier (2014)
- Catfight - Botte da amiche (Catfight), regia di Onur Tukel (2016)
- Il cardellino (The Goldfinch), regia di John Crowley (2019)
- Violet, regia di Justine Bateman (2021)
- Smile 2, regia di Parker Finn (2024)

### Televisione
- NYPD - New York Police Department (NYPD Blue) – serie TV, episodio 1x02 (1993)
- Law & Order - I due volti della giustizia (Law & Order) – serie TV, 4 episodi (1994-2006)
- Cosby – serie TV, episodio 1x04 (1997)
- Oz – serie TV, episodio 1x04 (1997)
- Spin City – serie TV, episodio 2x02 (1997)
- La valle dei pini (All My Children) – serie TV, 1 episodio (1999)
- Bull – serie TV, 6 episodi (2000-2001)
- Talk to Me – serie TV, 3 episodi (2000)
- Gideon's Crossing – serie TV, episodio 1x02 (2000)
- Will & Grace – serie TV, episodio 3x18 (2001)
- Squadra emergenza (Third Watch) – serie TV, episodio 3x07 (2001)
- Path to War, regia di John Frankenheimer – film TV (2002)
- A.U.S.A. – serie TV, 8 episodi (2003)
- Ed – serie TV, episodio 4x07 (2003)
- E.R. - Medici in prima linea (ER) – serie TV, episodio 10x17 (2004)
- Method & Red – serie TV, 13 episodi (2004)
- Hope & Faith – serie TV, 2 episodi (2005)
- CSI: Miami – serie TV, episodio 4x11 (2005)
- Scrubs - Medici ai primi ferri (Scrubs) – serie TV, episodio 5x08 (2006)
- Criminal Minds – serie TV, episodio 1x18 (2006)
- In Justice – serie TV, 5 episodi (2006)
- Entourage – serie TV, episodio 3x08 (2006)
- The Lost Room – miniserie TV, 3 episodi (2006)
- Love Monkey – serie TV, episodio 1x03 (2006)
- Boston Legal – serie TV, episodio 3x22 (2007)
- The Starter Wife – serie TV, 6 episodi (2007)
- Dr. House - Medical Division (House, M.D.) – serie TV, 96 episodi (2007-2012)
- Royal Pains – serie TV, 3 episodi (2009-2010)
- Svetlana – serie TV, 3 episodi (2010)
- The Good Wife – serie TV, episodio 3x01 (2011)
- Law & Order - Unità vittime speciali (Law & Order: Special Victims Unit) – serie TV, 5 episodi (2012-2018)
- Perception – serie TV, episodio 2x08 (2013)
- C'è sempre il sole a Philadelphia (It's Always Sunny in Philadelphia) – serie TV, episodio 9x01 (2013)
- Ray Donovan – serie TV, 10 episodi (2013-2015)
- Rake – serie TV, episodio 1x10 (2014)
- The Mysteries of Laura – serie TV, episodio 1x09 (2014)
- Chicago P.D. – serie TV, episodio 2x16 (2015)
- Battle Creek – serie TV, episodio 1x06 (2015)
- Madam Secretary – serie TV, episodio 2x12 (2016)
- Colony – serie TV, 36 episodi (2016-2018)
- The Americans – serie TV, 12 episodi (2016-2018)
- Adaptatsiya – serie TV, 2 episodi (2017)
- Bull – serie TV, episodi 1x22 - 6x15 (2017-2022)
- Genius – serie TV, episodio 1x08 (2017)
- NCIS: Los Angeles – serie TV, 10 episodi (2018-2019)
- Billions – serie TV, episodio 4x07 (2019)
- Fear the Walking Dead – serie TV, 11 episodi (2019-2023)
- Ahsoka – serie TV, episodio 1x02 (2023)
- New Amsterdam - serie TV, episodio 5x09 (2024)
- The Good Doctor - serie TV, episodio 7x02 (2024)

## Doppiatori italiani
Nelle versioni in italiano delle opere in cui ha recitato, Peter Jacobson è stato doppiato da:
- Franco Mannella in Law & Order - I due volti della giustizia (ep. 16x19), The Lost Room, The Starter Wife, Law & Order - Unità vittime speciali (ep. 13x23, 14x01-14x02), Perception, Colony, NCIS: Los Angeles, Smile 2
- Luigi Ferraro in Oz, The Good Wife, Chicago P.D., Law & Order - Unità vittime speciali (ep. 19x01, 19x13), Ahsoka
- Gaetano Varcasia in A Civil Action, Dr. House - Medical Division
- Raffaele Palmieri in Ray Donovan, Paterno
- Stefano Brusa in Billions, New Amsterdam
- Mauro Gravina in Law & Order - I due volti della giustizia (ep. 4x21)
- Oreste Baldini in Law & Order - I due volti della giustizia (ep. 13x11, 14x02)
- Marco Mete in Get Well Soon
- Tony Sansone in Will & Grace
- Vittorio Stagni in Un sogno impossibile
- Luca Dal Fabbro in Squadra emergenza
- Roberto Pedicini in CSI: Miami
- Luca Biagini in Domino
- Roberto Stocchi in Criminal Minds
- Claudio Fattoretto in Prossima fermata - L'inferno
- Alessandro Quarta in Royal Pains
- Luigi Scribani in Sotto assedio - White House Down
- Edoardo Stoppacciaro in The Mysteries of Laura
- Marco Baroni in Bull
- Alessandro Messina ne Il cardellino
- Massimo De Ambrosis in Fear the Walking Dead
- Alberto Bognanni in Found

Da doppiatore è sostituito da:
- Gianni Giuliano in Cars 2